# Gespoorde rouwvlieg
De gespoorde rouwvlieg (Bibio leucopterus) is een muggensoort uit de familie van de zwarte vliegen (Bibionidae). De wetenschappelijke naam van de soort werd als Hirtea leucoptera in 1804 gepubliceerd door Johann Wilhelm Meigen.